# スタ☆メン
『スタ☆メン』は2005年10月2日から2007年3月25日まで、フジテレビ系列局（テレビ大分・テレビ宮崎を除く）で毎週日曜日22時00分 - 23時15分（JST）に生放送されていた情報番組である。関西テレビとフジテレビの共同制作。2006年9月24日以前の番組名は『週刊人物ライブ スタ☆メン』。前番組は、『情報ライブ EZ!TV』。

## 概要
「ニュースのスパイスは、“人”でした。」をキャッチフレーズとしている。
爆笑問題は『サンデージャポン』（TBS、現在も放送中）にも生出演しており、『スタ☆メン』放送当時は、同じ日曜の朝と夜で、情報番組の司会を並行して務めていた。
その週に起こった事件やニュースを、“人”を中心に取り上げる（番組タイトルの由来でもある）。
フジテレビと関西テレビの共同制作は、従前の『Grade-A』（1997年4月 - 9月）、『スーパーナイト』（1997年10月 - 2001年3月）や『EZ!TV → 情報ライブ EZ!TV』（2001年4月 - 2005年9月）からの流れであり、番組のメイン制作とネット配信はフジテレビから、スポンサーセールスはフジテレビと関西テレビが共同で行う形になっている。

## 出演者

### 総合司会
- 阿川佐和子
- 爆笑問題（太田光・田中裕二）

### 情報ブースキャスター
- 渡辺和洋（フジテレビアナウンサー）
初回と第2回放送では田中がブース担当であったが、第3回放送より、初回から進行を担当していた渡辺に交代した。

### ゲストパネラー
- 池上彰（ジャーナリスト）
- 橋下徹（弁護士・後に大阪府知事・大阪市長を歴任） - 司会の爆笑問題と同じタイタン所属。
- 宮崎哲弥（評論家）
- 森永卓郎（経済アナリスト） - 番組初期はレギュラー、後に不定期出演となる。
- 山本博（アーチェリー五輪メダリスト）
- 押切もえ（モデル）
- 吹石一恵（女優）
- 田丸麻紀（女優）
押切、吹石、田丸は3週に1回ペースでの交代出演。他は不定期出演となっている。

## コーナー
リニューアル前はオープニング冒頭で街角の様子のCGと「ニュースの数だけ人がいる」、「人の数だけニュースがある」というコンセプトを掲示。最後には「今夜のスタ☆メンは、誰だ?」とついてオープニング。
- イチ☆メン
新聞の一面と、「一押しメンツ」の略語を融合させたコーナー名。ニュースで一番関心を集める人物をゲストにトークする。
週末の出来事（時事☆メン）
週末に起きたニュースを、情報ブースから渡辺が担当。2006年4月からは「イチ☆メン」と統合。
- スタ☆コメ
この一週間に発言した著名人の発言をまとめたもの。2006年1月8日以降廃止。
- スタ☆メンSTORY
2005年10月9日開始。とあるテーマの研究者にスポットを当て、追跡取材。人物のルーツも探る。スタジオゲストの場合もある。
- スタ☆メン図鑑
『スーパーナイト』や『情報ライブEZ!TV』からの流れを組むコーナー。とある一般の人物に密着取材し、VTRで検証を行う。3回目（2005年10月16日放送）から12回目（2005年12月11日放送）までは田中がここから情報ブースを担当。情報ブース担当者がその人物の属するグループの分析傾向を簡単に説明。2006年1月8日はゲストトークが長引いたため休止。
放送時間が22時45分まで、22時55分までの短縮の場合と「つっこみジャーナル」の初回は休みになる。
特集人物イラストはチャンキー松本。現象解説時に、目次と特集No.がついている。
コーナーの瞬間最高視聴率は「キンエンジャー」（タバコの値上げを機に禁煙する人たち）、「オタパパ」（おたくの趣味を持つ父親）、「下流くん」（低所得者ではあるが上昇志向はなく現状に満足している人たち）の回で、23.2%。『スタ☆メン』に改題後は「ケータイ関ヶ原」（番号ポータビリティ）や「未来のサイフ」（電子マネー）といった人物以外の現象も扱う様になった。
- スタ☆メンJAPAN
Yahoo! JAPAN協力による1000人アンケートを行い、結果をランキングにして情報ブースから発表。2005年10月30日からは編成上廃止。
- スタ☆メン奉行
2006年1月8日 - 2006年8月19日放送。ある出来事について「YES」か「NO」かを、コメンテーターがジャッジした後、Yahoo! JAPAN協力によるアンケートの結果が表示。最後には、ある人物は良いか悪いかスタジオ全員で判断し討論後、「阿川裁き」が下される。コーナーナレーションは服部潤。2006年8月19日に太田が「スタ☆メン奉行いらないね」と言ったことで廃止。
- つっこみジャーナル -ESSENCE NEWS-
2006年9月24日開始。「スタ☆メン奉行」同様、出演者の鋭い突っ込みが特徴（コメンテーターが「つっこみ!」か「非つっこみ!」で答える）。Yahoo! JAPAN協力によるアンケート結果を、田中と渡辺が紹介。不定期だが、その回のテーマに合ったゲストをスタジオに招き、（不定期となるが）最後にゲストパネラーと太田がまとめフリップを出す。コーナーナレーションは服部潤。
- 太田のSPOT光（スポットライト）
エンディングで太田がニュースをパネルで紹介しボケるというコーナー。エンディングの中でも最後のひと時であり、実質15秒ほどと短い。

## 番組キャラクター
- スタ☆メンくん
本番組のCM前後に登場するキャラクター。しかしながら、「スタ☆メン奉行」では、2006年5月14日の放送から登場が減っていた。
- つっこみ太郎
「スタ☆メンくん」を当時の番組CGディレクターが洒落で劇画タッチにアレンジ。番組プロデューサーに気に入られ、「つっこみジャーナル」でのメインキャラクターとなった。

## テーマソング
- 高野健一「by your side」
この曲は、高野自身がリリースしたソロアルバムに収録されている。
高野は同番組枠において、前番組『EZ!TV』（リニューアル前の2004年9月まで。pal@pop名義）や、『Mr.サンデー』のテーマ曲も手掛けている。

## 番組の歴史
『週刊人物ライブ スタ☆メン』としてスタート。関西地区、名古屋地区などで視聴率が15%を超え、関東地区においても、2006年1月29日の放送において最高視聴率15.1%をマークした。2006年7月16日の放送で再び関東地区で15.1%を記録。同時間帯で初の首位となる。関西地区でも18.2%の高視聴率をマークした。
しかし、その後はやや低迷しだした。コーナーの入れ替えが続き、2006年9月24日放送より、番組タイトルを『スタ☆メン』に改題（略称を正式な番組名に変更）した。
2007年1月21日の放送と2007年1月28日の放送は、この番組の前時間帯に放送されていた『発掘!あるある大事典II』（関西テレビ製作）のデータ捏造問題があったため、2時間15分スペシャルで放送した（2007年1月21日は、21時54分からのミニ番組を通常通り放送するため2部構成で放送された）。1月21日放送回では、宮崎哲弥と太田が関西テレビ、フジテレビおよび『あるある大事典』の制作に携わった日本テレワークを批判した。このころになると、回によっては10%前後にまで低迷しており、番組は3月に終了を余儀なくされた。

## スタッフ
スタッフのほとんどが、前番組の『情報ライブ EZ!TV』のスタッフをそのまま引き継いでいる。
- 構成：大島新、秋葉高彰、高橋洋二、石田章洋、川原慶次郎
- ナレーター：小幡研二、住友優子、辻谷耕史、三浦祥朗、服部潤
- 技術：毛利敏彦
- カメラ：篠原栄二
- 音声：小林清人
- VE：田中孝生
- 照明：FLT
- 音響効果：星川秀一（第一音響）、保苅智子（エッグノッグ）
- 編集：テレモーションマックス、共同エディット、スタジオヴェルト
- 技術協力：共同テレビ、八峯テレビ、LEON
- 美術プロデューサー：片岡浩美（フジテレビ）
- 美術進行：服部孝志
- デザイン：棈木陽次（フジテレビ）
- タイトル：原野真理子（フジテレビ）
- CGディレクター：佐藤康夫
- CGプロデューサー：伊原正徳（フジテレビ）
- CG制作協力：ポリゴンピクチャーズ
- オープニングCG：佐竹淳
- タイトルCG：ケネックジャパン
- キャラクターデザイン：北沢直樹
- テレシネ：デジデリック
- 電子タイトル：入船裕美
- 番組ホームページ：関卓大
- 制作協力：オフィス・トゥー・ワン、 エフ・エフ
- TK：馬場陽子
- 制作デスク：板橋愛弥
- スーパーバイザー：東正紀（エフ・エフ）
- AD：瀧秀一、池山聡子、藤澤貞浩、吉田有希、井上耕太、玉井裕二、江島正将
- ディレクター：古市誠、遠藤史朗／森下忠行、塚本恭史、千葉智久、財田正剛、木村敦、杉崎朋子、高橋龍平、岩崎徹、榎本哲也、佐藤洋一、斉藤由香里、信友直子
- AP：土田秀明（フジテレビ）
- FD：藤木伸一郎（フジテレビ）
- 総合演出：内ヶ崎秀行（フジテレビ）
- プロデューサー : 丹羽和重→塩田千尋（フジテレビ）、古市忠嗣→高島公美（関西テレビ）、濱潤（フジテレビ）、田之頭洋一（オフィス・トゥー・ワン）
- 制作著作：フジテレビ、関西テレビ

## ネット局と放送時間
| 放送対象地域  | 放送局                    | 系列           | 放送日時           | 備考           |
| ------------- | ------------------------- | -------------- | ------------------ | -------------- |
| 関東広域圏    | フジテレビ（CX）          | フジテレビ系列 | 日曜 22:00 - 23:15 | 【共同制作局】 |
| 近畿広域圏    | 関西テレビ（KTV）         | フジテレビ系列 | 日曜 22:00 - 23:15 | 【共同制作局】 |
| 北海道        | 北海道文化放送（uhb）     | フジテレビ系列 | 日曜 22:00 - 23:15 |                |
| 岩手県        | 岩手めんこいテレビ（mit） | フジテレビ系列 | 日曜 22:00 - 23:15 |                |
| 宮城県        | 仙台放送（OX）            | フジテレビ系列 | 日曜 22:00 - 23:15 |                |
| 秋田県        | 秋田テレビ（AKT）         | フジテレビ系列 | 日曜 22:00 - 23:15 |                |
| 山形県        | さくらんぼテレビ（SAY）   | フジテレビ系列 | 日曜 22:00 - 23:15 |                |
| 福島県        | 福島テレビ（FTV）         | フジテレビ系列 | 日曜 22:00 - 23:15 |                |
| 新潟県        | 新潟総合テレビ（NST）     | フジテレビ系列 | 日曜 22:00 - 23:15 |                |
| 長野県        | 長野放送（NBS）           | フジテレビ系列 | 日曜 22:00 - 23:15 |                |
| 静岡県        | テレビ静岡（SUT）         | フジテレビ系列 | 日曜 22:00 - 23:15 |                |
| 富山県        | 富山テレビ（BBT）         | フジテレビ系列 | 日曜 22:00 - 23:15 |                |
| 石川県        | 石川テレビ（ITC）         | フジテレビ系列 | 日曜 22:00 - 23:15 |                |
| 福井県        | 福井テレビ（FTB）         | フジテレビ系列 | 日曜 22:00 - 23:15 |                |
| 中京広域圏    | 東海テレビ（THK）         | フジテレビ系列 | 日曜 22:00 - 23:15 |                |
| 島根県･鳥取県 | 山陰中央テレビ（TSK）     | フジテレビ系列 | 日曜 22:00 - 23:15 |                |
| 岡山県･香川県 | 岡山放送（OHK）           | フジテレビ系列 | 日曜 22:00 - 23:15 |                |
| 広島県        | テレビ新広島（tss）       | フジテレビ系列 | 日曜 22:00 - 23:15 |                |
| 愛媛県        | テレビ愛媛（EBC）         | フジテレビ系列 | 日曜 22:00 - 23:15 |                |
| 高知県        | 高知さんさんテレビ（KSS） | フジテレビ系列 | 日曜 22:00 - 23:15 |                |
| 福岡県        | テレビ西日本（TNC）       | フジテレビ系列 | 日曜 22:00 - 23:15 |                |
| 佐賀県        | サガテレビ（STS）         | フジテレビ系列 | 日曜 22:00 - 23:15 |                |
| 長崎県        | テレビ長崎（KTN）         | フジテレビ系列 | 日曜 22:00 - 23:15 |                |
| 熊本県        | テレビ熊本（TKU）         | フジテレビ系列 | 日曜 22:00 - 23:15 |                |
| 鹿児島県      | 鹿児島テレビ（KTS）       | フジテレビ系列 | 日曜 22:00 - 23:15 |                |
| 沖縄県        | 沖縄テレビ（OTV）         | フジテレビ系列 | 日曜 22:00 - 23:15 |                |

- 日本テレビ系列とのクロスネット局であるテレビ大分とテレビ宮崎は日本テレビ系番組を同時ネットで放送しているため非ネット。